# LG KF600
LG KF600(LG KF600)는 LG전자가 2008년에 출시한 휴대 전화기이다.

## 같이 보기
- 싸이언 비키니